# Nazionale maschile di pallavolo del Perù
La nazionale di pallavolo maschile del Perù è una squadra sudamericana composta dai migliori giocatori di pallavolo del Perù ed è posta sotto l'egida della Federazione pallavolistica del Perù.

## Rosa
Segue la rosa dei giocatori convocati per le campionato sudamericano 2023.
| N° | Nome               | Ruolo | Data di nascita   | Squadra            |
| -- | ------------------ | ----- | ----------------- | ------------------ |
| 1  | Daniel Urueña      | C     | 26 novembre 1997  | Chênois            |
| 2  | Paul Williams      | P     | 26 maggio 1995    | Vamos Peerless     |
| 3  | Benjamín Patrón    | C     | 25 ottobre 1995   | Regatas Lima       |
| 4  | Sebastián Blanco   | S     | 3 maggio 2001     | Junior Cesár       |
| 6  | Hiroshi La Torre   | P     | 9 maggio 2001     | Junior Cesár       |
| 7  | Eduardo Romay      | O     | 22 agosto 1995    | Kochi Blue Spikers |
| 8  | Maikel Jaramillo   | S     | 30 marzo 1999     | Regatas Lima       |
| 9  | Daniel Barbieri    | C     | 1º luglio 1999    | Regatas Lima       |
| 10 | Leonel Despaigne   | S     | 24 novembre 2004  | Vamos Peerless     |
| 11 | Marcelo Bustamante | P     | 8 novembre 2004   | -                  |
| 13 | Benny Bernaola     | C     | 1º novembre 1990  | Vamos Peerless     |
| 18 | Francis Mendoza    | O     | 18 settembre 1992 | Regatas Lima       |
| 23 | Bruno Seminario    | S     | 7 gennaio 2000    | Vamos Peerless     |
| 25 | Jassir Morón       | L     | 20 settembre 2003 | Junior Cesár       |

## Risultati

### Competizioni FIVB
| 1949 | non qualificata | -            |
| 1952 | non qualificata | -            |
| 1956 | non qualificata | -            |
| 1960 | 14º posto       | Convocazioni |
| 1962 | non qualificata | -            |
| 1966 | non qualificata | -            |
| 1970 | non qualificata | -            |
| 1974 | non qualificata | -            |
| 1978 | non qualificata | -            |
| 1982 | non qualificata | -            |
| 1986 | non qualificata | -            |
| 1990 | non qualificata | -            |
| 1994 | non qualificata | -            |
| 1998 | non qualificata | -            |
| 2002 | non qualificata | -            |
| 2006 | non qualificata | -            |
| 2010 | non qualificata | -            |
| 2014 | non qualificata | -            |
| 2018 | non qualificata | -            |
| 2022 | non qualificata | -            |

### Competizioni CSV
| 1951 | 3º posto        | Convocazioni |
| 1956 | 4º posto        | Convocazioni |
| 1958 | non qualificata | -            |
| 1961 | 4º posto        | Convocazioni |
| 1962 | 7º posto        | Convocazioni |
| 1964 | non qualificata | -            |
| 1967 | non qualificata | -            |
| 1969 | non qualificata | -            |
| 1971 | 6º posto        | Convocazioni |
| 1973 | non qualificata | -            |
| 1975 | non qualificata | -            |
| 1977 | 4º posto        | Convocazioni |
| 1979 | 6º posto        | Convocazioni |
| 1981 | non qualificata | -            |
| 1983 | non qualificata | -            |
| 1985 | 6º posto        | Convocazioni |
| 1987 | 7º posto        | Convocazioni |
| 1989 | 4º posto        | Convocazioni |
| 1991 | 4º posto        | Convocazioni |
| 1993 | non qualificata | -            |
| 1995 | 6º posto        | Convocazioni |
| 1997 | 4º posto        | Convocazioni |
| 1999 | 8º posto        | Convocazioni |
| 2001 | non qualificata | -            |
| 2003 | non qualificata | -            |
| 2005 | non qualificata | -            |
| 2007 | 8º posto        | Convocazioni |
| 2009 | 6º posto        | Convocazioni |
| 2011 | non qualificata | -            |
| 2013 | non qualificata | -            |
| 2015 | 7º posto        | Convocazioni |
| 2017 | 7º posto        | Convocazioni |
| 2019 | 5º posto        | Convocazioni |
| 2021 | 5º posto        | Convocazioni |
| 2023 | 5º posto        | Convocazioni |

### Competizioni zonali
| 1955 | non qualificata | -            |
| 1959 | non qualificata | -            |
| 1963 | non qualificata | -            |
| 1967 | non qualificata | -            |
| 1971 | non qualificata | -            |
| 1975 | non qualificata | -            |
| 1979 | non qualificata | -            |
| 1983 | non qualificata | -            |
| 1987 | non qualificata | -            |
| 1991 | non qualificata | -            |
| 1995 | non qualificata | -            |
| 1999 | non qualificata | -            |
| 2003 | non qualificata | -            |
| 2007 | non qualificata | -            |
| 2011 | non qualificata | -            |
| 2015 | non qualificata | -            |
| 2019 | 8º posto        | Convocazioni |
| 2023 | non qualificata | -            |

| 2006 | non qualificata | -            |
| 2007 | non qualificata | -            |
| 2008 | non qualificata | -            |
| 2009 | non qualificata | -            |
| 2010 | non qualificata | -            |
| 2011 | non qualificata | -            |
| 2012 | non qualificata | -            |
| 2013 | non qualificata | -            |
| 2014 | non qualificata | -            |
| 2015 | non qualificata | -            |
| 2016 | non qualificata | -            |
| 2017 | non qualificata | -            |
| 2018 | 12º posto       | Convocazioni |
| 2019 | 8º posto        | Convocazioni |
| 2022 | non qualificata | -            |
| 2023 | 7º posto        | Convocazioni |
| 2024 | 9º posto        | Convocazioni |

| 1978 | non qualificata | -            |
| 1982 | 3º posto        | Convocazioni |
| 2010 | 6º posto        | Convocazioni |
| 2014 | 4º posto        | Convocazioni |
| 2018 | 5º posto        | Convocazioni |
| 2022 | 3º posto        | Convocazioni |